# Hessisches Archiv-Dokumentations- und -Informationssystem
Das Hessische Archiv-Dokumentations- und -Informationssystem (abgekürzt: HADIS) war das digitale Informationsangebot der hessischen Staatsarchive in Darmstadt, Marburg und Wiesbaden.

## Funktion
HADIS bot für jeden eine kostenfrei zugängliche Möglichkeit zur Online-Recherche von Archivalieneinheiten und Archivbeständen. Das Informationssystem wandte sich an einen breiten Kreis von Interessenten an der hessischen Landesgeschichte.

## Inhalte
Die Datenbank enthielt (Stand: 2013) Datensätze zu über 5 Millionen Archivalieneinheiten, über 6.000 Archivbeständen und Kurzbeschreibungen zu über 270 hessischen Archiven. Über die im Landesgeschichtlichen Informationssystem Hessen (LAGIS) eingebaute Quellensuche konnten in HADIS damit ca. 4.500 hessische Personenstandsregister digital dargestellt werden.

## Nachfolger
Ende 2014 wurde HADIS durch das neue Archivinformationssystem Hessen, abgekürzt Arcinsys Hessen, abgelöst. Es beinhaltet als Nachfolger von Hadis Informationen der Hessischen Landesarchive und weiterer hessischer Archive. Entwickelt wurde es in enger Kooperation mit dem Land Niedersachsen. Als gemeinsames System für Nutzer und Mitarbeiter soll es das Angebots- und Aufgabenspektrum der hessischen Archive abdecken. Unangemeldet kann man Aktentitel, Urkundenregesten sowie Informationen über Archivalien finden. Visualisierte Digitalisate können Online angesehen werden. Kontaktdaten und Bestände der Archive können recherchiert werden. Wenn man sich als Nutzer registriert, können zusätzlich die gesuchten Archivalien auf eine persönliche Merkliste übernommen werden, Nutzungsanträge können bei den Archiven direkt gestellt werden und es können Archivalien zur Nutzung bestellt werden. Diese werden dann separat aufgelistet.